# Setabis
Setabis is een geslacht van vlinders uit de familie van de prachtvlinders (Riodinidae), onderfamilie Riodininae.
Setabis werd in 1851 voor het eerst wetenschappelijk beschreven door Westwood.

## Soorten
Setabis omvat de volgende soorten:
- Setabis alcmaeon (Hewitson, 1876)
- Setabis buckleyi (Grose-Smith, 1898)
- Setabis cleomedes (Hewitson, 1870)
- Setabis cruentata (Butler, 1867)
- Setabis disparilis (Bates, H, 1868)
- Setabis epitus (Cramer, 1780)
- Setabis extensa (Lathy, 1932)
- Setabis fassli (Seitz, 1920)
- Setabis flammula (Bates, H, 1868)
- Setabis heliodora (Staudinger, 1887)
- Setabis hippocrate (Godman, 1903)
- Setabis lagus (Cramer, 1777)
- Setabis luceres (Hewitson, 1870)
- Setabis megalia (Stichel, 1911)
- Setabis myrtis (Westwood, 1851)
- Setabis phaedon (Godman, 1903)
- Setabis plagiaria (Grose-Smith, 1902)
- Setabis preciosa (Stichel, 1929)
- Setabis pythia (Hewitson, 1853)
- Setabis pythioides (Butler, 1867)
- Setabis rhodinosa (Stichel, 1911)
- Setabis serica (Westwood, 1851)
- Setabis staudingeri (Stichel, 1925)
- Setabis tapaja (Saunders, 1859)
- Setabis velutina (Butler, 1867)